# Джахнава Деви
Джа́хнава Де́ви (IAST: Jāhnavā-devī) — кришнаитская святая и гуру, жена одного из основоположников и выдающихся проповедников гаудия-вайшнавизма Нитьянанды. После смерти последнего стала духовным лидером крупной группы бенгальских вайшнавов. Как жена Нитьянанды, пользовалась огромным уважением среди вайшнавов Вриндавана, а в Бенгалии также почиталась как гуру-преемник Нитьянанды.